# Citadelle de Strasbourg
La citadelle de Strasbourg est un ouvrage de fortification militaire construit à Strasbourg après l’annexion de la ville par le royaume de France en 1681. Cette installation faisait partie d’un vaste ensemble de défense de la ville et du Rhin, et fut partiellement détruit lors du siège de Strasbourg en 1870, lors de la guerre franco-allemande.

## Construction (1681-1685)

### Contexte et construction
En 1681, la ville impériale libre de Strasbourg est convoitée par le royaume de France entre autres pour des raisons stratégiques : surveillance du Rhin et de la Basse-Alsace (après la perte de la place-forte de Philippsburg en 1676). La reddition de la ville se fait le 30 septembre 1681 et, dès le 3 octobre, Vauban et Louvois étudient la ville et ses fortifications ; Vauban rédige alors un rapport manuscrit intitulé « Situation de Strasbourg, ses défauts et ses avantages. Et les propriétés générales et particulières de la fortification, après l’exécution de son projet achevé »,.
Le chantier commence donc rapidement et plus de trois mille hommes sont employés pour bâtir cette citadelle, tandis qu’un millier travaillaient à la forteresse de Kehl de l’autre côté du Rhin. Pour le chantier fut creusé le canal de la Bruche.
Le régiment de Flandre fut employé en 1683 et 1684 à la construction de la citadelle.

### L'organisation de la fortification bastionnée

#### Première ligne

Plan de la citadelle en 1693.

La première ligne s'inscrit dans un pentagone régulier, elle comporte cinq courtines et cinq bastions (68, 70, 72, 74, 76). 

Bastion à orillons du premier système de Vauban.

Les bastions sont à orillons selon le modèle typique du premier système de Vauban. Les deux bastions côté ville (70 et 72) sont surmontés d'un cavalier. Chaque courtine est également protégée par une tenaille à flancs.
La citadelle de Strasbourg avait deux portes principales et une porte annexe. Une des portes principales était orientée vers la ville tandis que l’autre s’ouvrait à l’est vers le Rhin (il s’agit de la porte autour de laquelle s’est organisé le parc de la Citadelle).

#### Ouvrages extérieurs et glacis
Devant chaque courtine est disposée une demi-lune dotée d'un réduit typique du premier système de Vauban, séparé du reste de la demi-lune par un fossé (sec ou en eau selon les cas), doté pour certains d'un corps de garde et dont le mur n'est pas remparé mais constitué que d'un simple mur percé d'embrasures.
Le bastion Est sur le front de Kehl (76) est protégé par un ouvrage à cornes simple doté de deux demi-bastions à orillons (55 et 56) sur le même modèle que ceux de la ligne principale et une demi-lune devant la courtine de l'ouvrage.
La ligne extérieure consiste en un glacis englobant la citadelle et l'ouvrage à cornes. Des traverses composées d'un parapet et d'une banquette sont disposées en travers des chemins couverts aux saillants et rentrants pour protéger les défenseurs du tir en enfilade et constituer un retranchement.
Le front est (vers Kehl) est renforcé par la présence de trois lunettes (49, 50, 51) englobées par un second glacis et une redoute placée en avant (48).

#### L'esplanade et la liaison avec l'enceinte urbaine
La citadelle est séparée de la ville par une esplanade obligeant l'ennemi qui aurait pris la ville ou les habitants en cas de révolte à attaquer à découvert comme sur les fronts côté campagne. Elle est néanmoins reliée à la ville par deux murs dits de communication. Ces murs constituent le prolongement d'une des faces des deux bastions de communication (face droite du bastion 77 et face gauche du bastion 78). Ces murs sont remparés sur une partie de leur longueur côté ville et constitué d'un simple mur de faible hauteur en maçonnerie pour le reste côté citadelle, la citadelle n'étant pas intégrée dans l'enceinte urbaine, les parties des deux murs de communication côté citadelle sont volontairement laissées faibles par Vauban pour être facilement démolies et ne pas constituer un avantage pour l'ennemi en cas d'attaque depuis la ville.

### Bâtiments

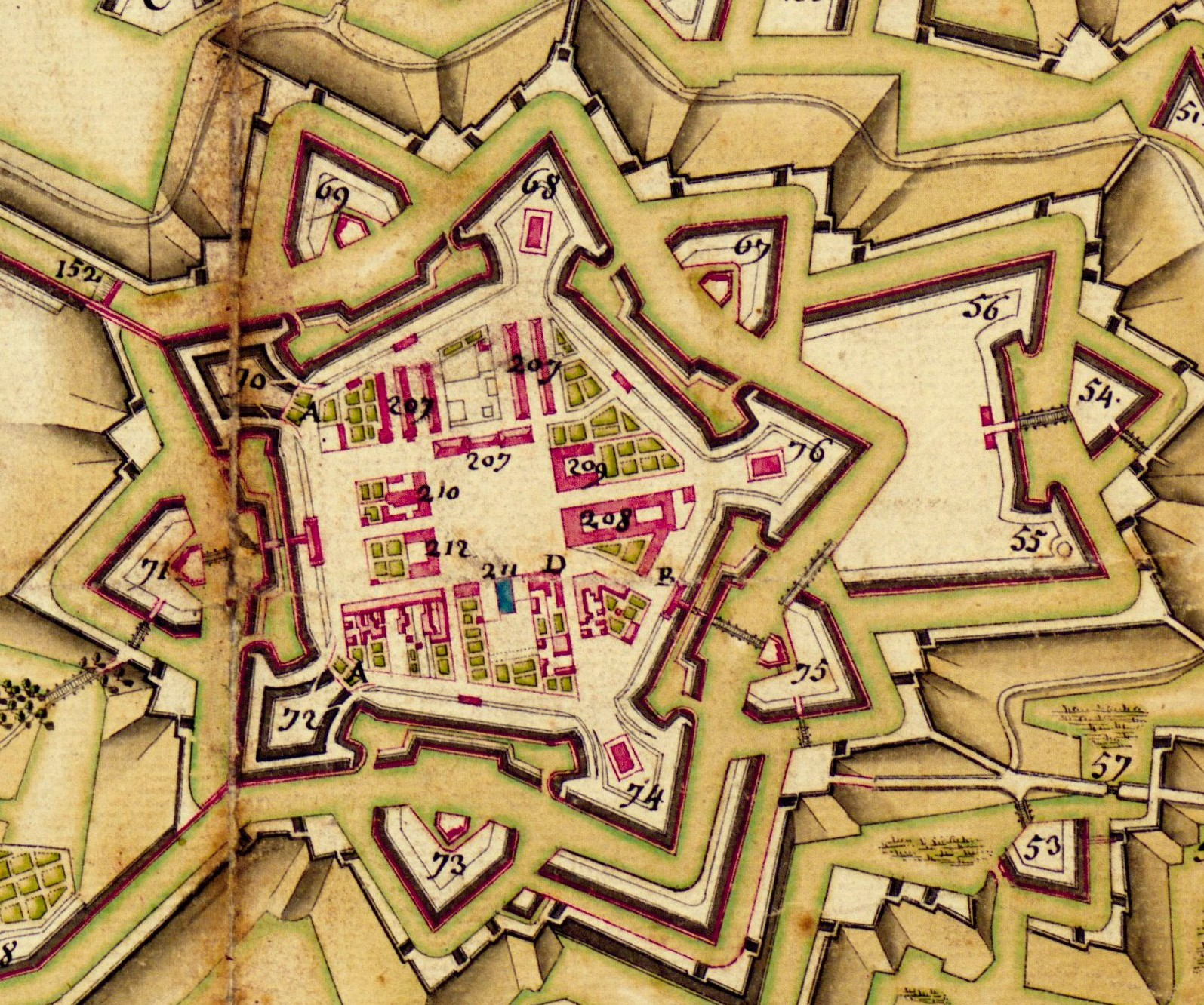
Plan de la citadelle avant 1800 (orienté nord-sud).

Voici la légende du plan ci-contre :
- 71 : porte royale
- 75 : porte de secours
- 54 : porte de secours par l’ouvrage à corne
- 207 : casernes
- 68, 76, 74 : magasins à poudre
- A : grands souterrains triples
- 208 : arsenal
- 209 : logement de commandant
- 210 : logement du lieutenant du roi et du major
- 211 : paroisse (Église Saint-Louis de la citadelle)
- 212 : fours et moulins à cheval
- D : logement de l’aide major et de l’artillerie
- B : logement du capitaine des portes

## Le siège de 1870
Lors de la guerre de 1870, Strasbourg fut assiégée. De nombreux tirs de l’alliance germanique lors des bombardements d’août et septembre 1870 visèrent la citadelle, qui fut partiellement détruite.

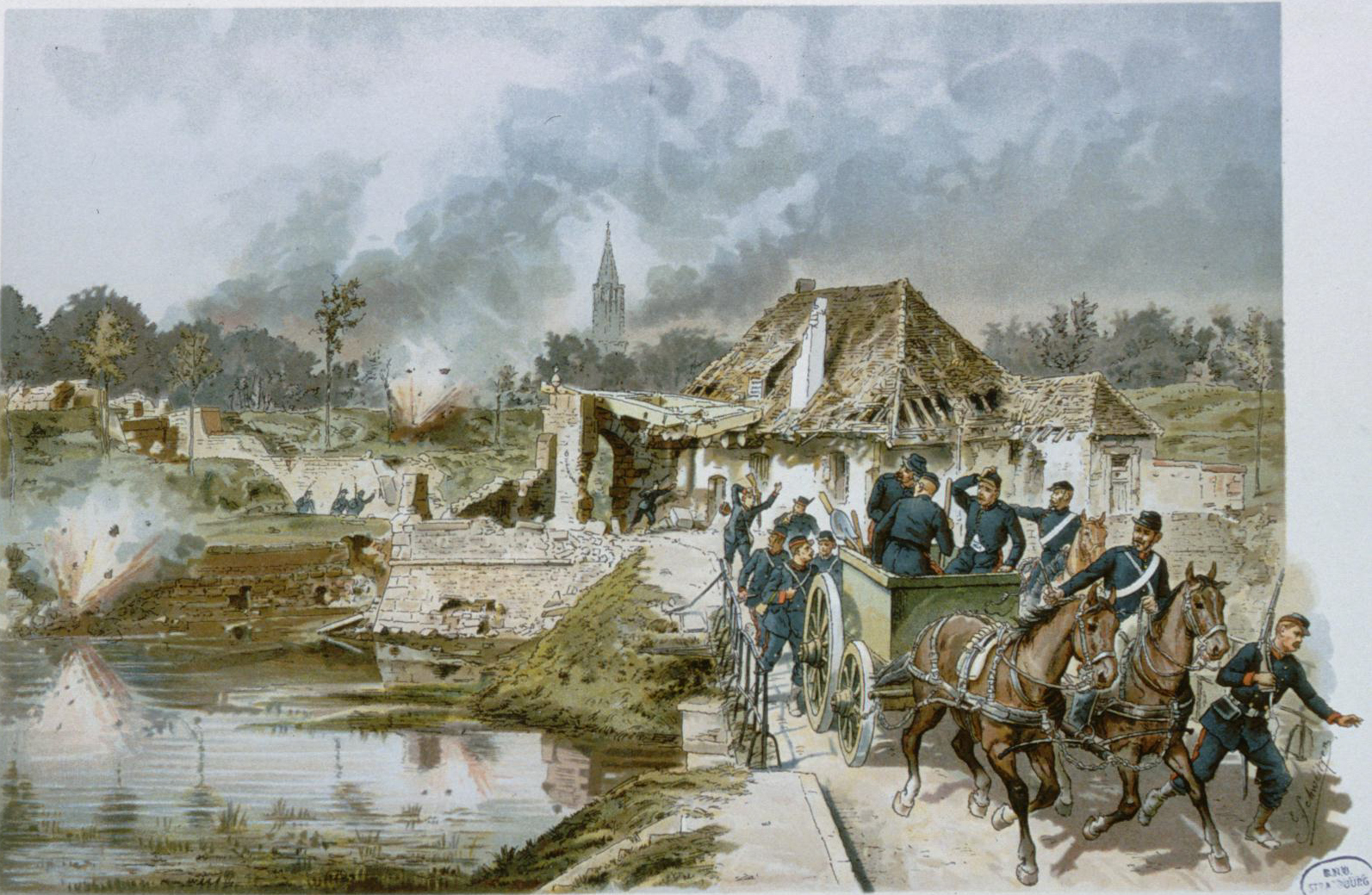
Bombardement de la citadelle par Émile Schweitzer.
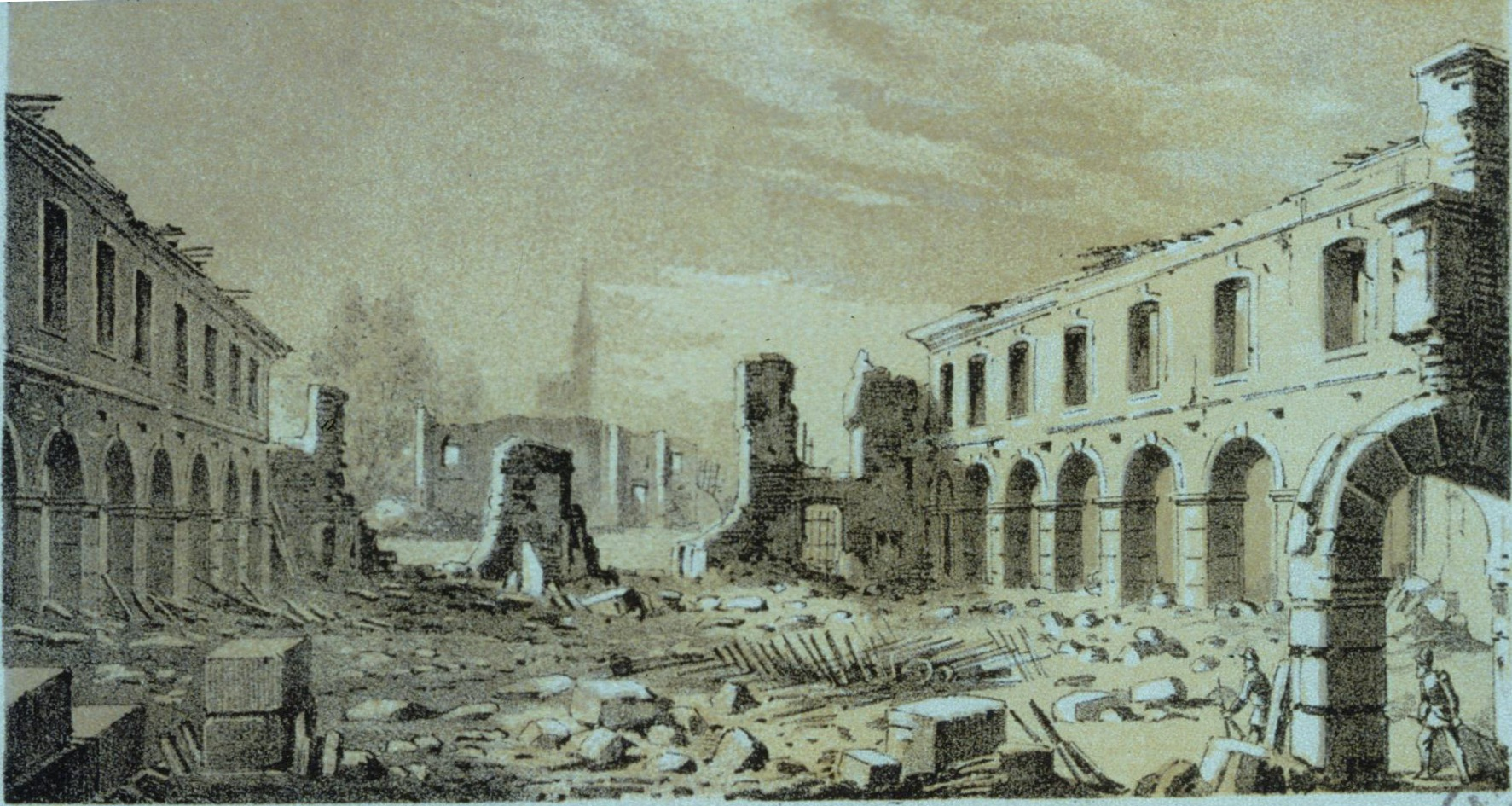
L’arsenal en 1870.
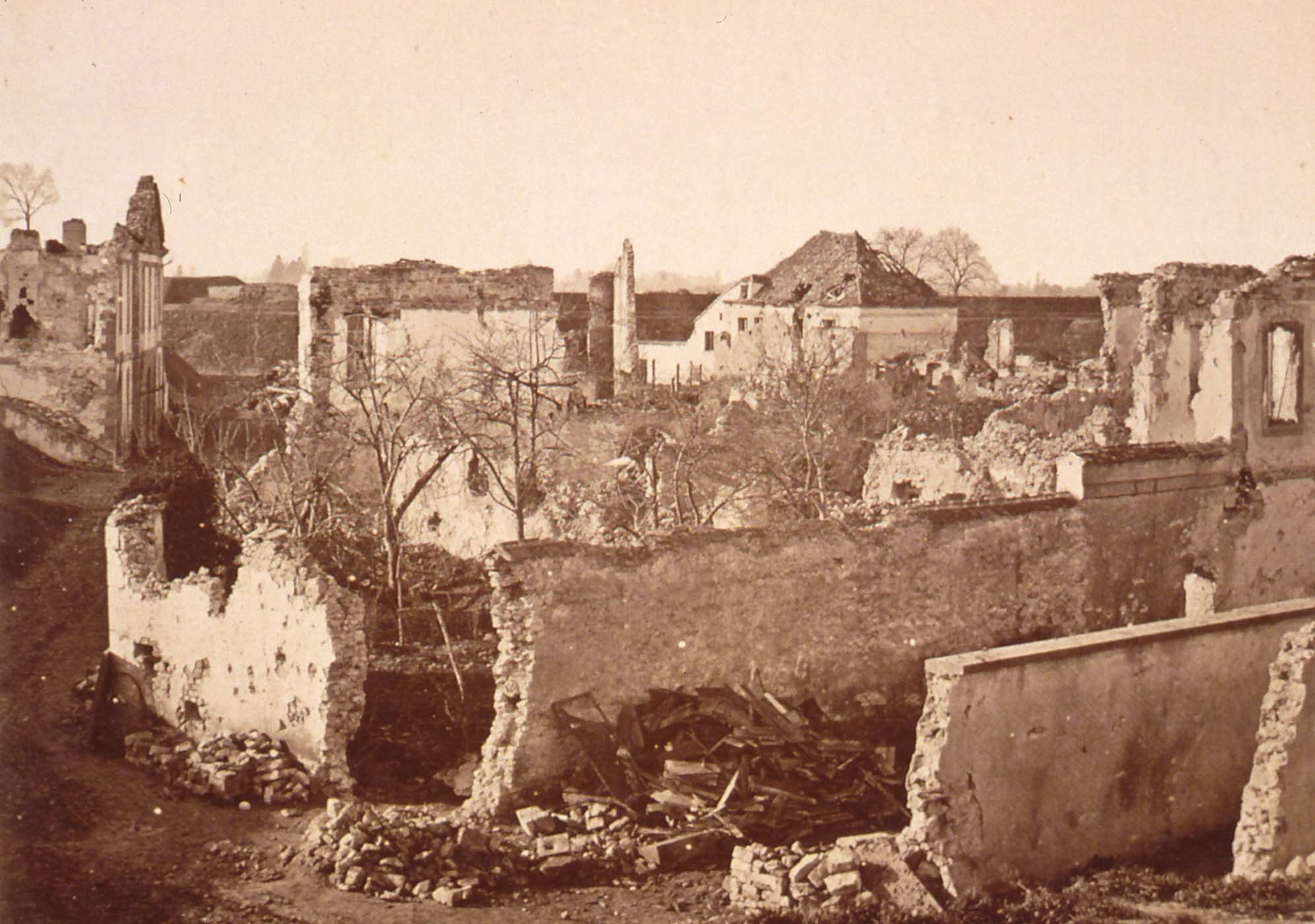
La porte de secours en 1870.
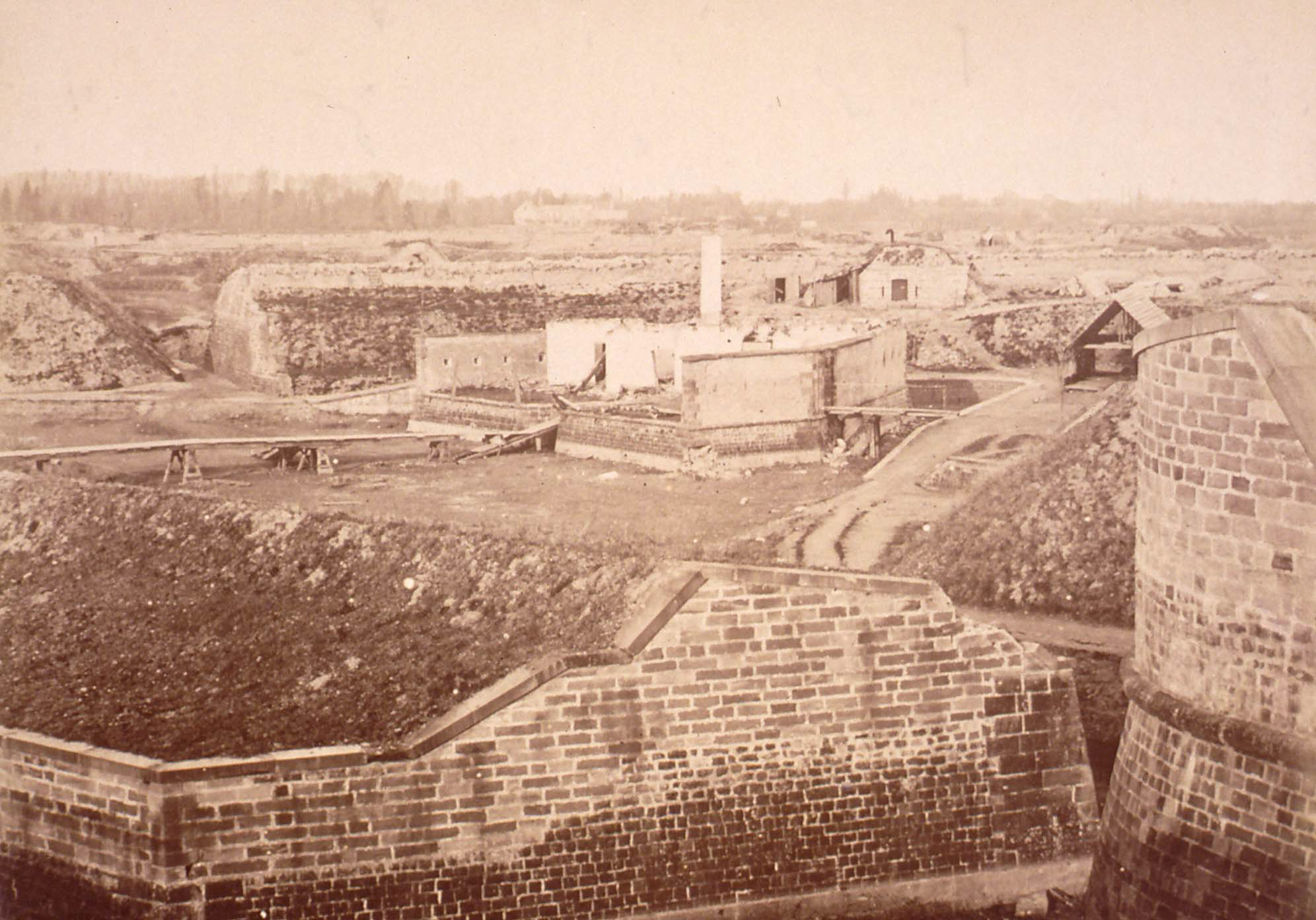
Ouvrage 73/74 en 1870.

## Depuis 1870
Dans le cadre de l’urbanisation de la ville, des vestiges de la citadelle furent détruits, ceci dès 1896.
La Porte, le mur d'escarpe de la courtine et des bastions 27 et 28, et le fossé jusqu'à la crête du chemin couvert sont classés au titre des monuments historiques par arrêté du 27 avril 1922 tandis que les  bastions 27 et 28  et la demi-lune sont classés par arrêté du 14 octobre 1932.
Depuis les années 1960, le parc est aménagé en jardin public, autour des vestiges de fortifications.

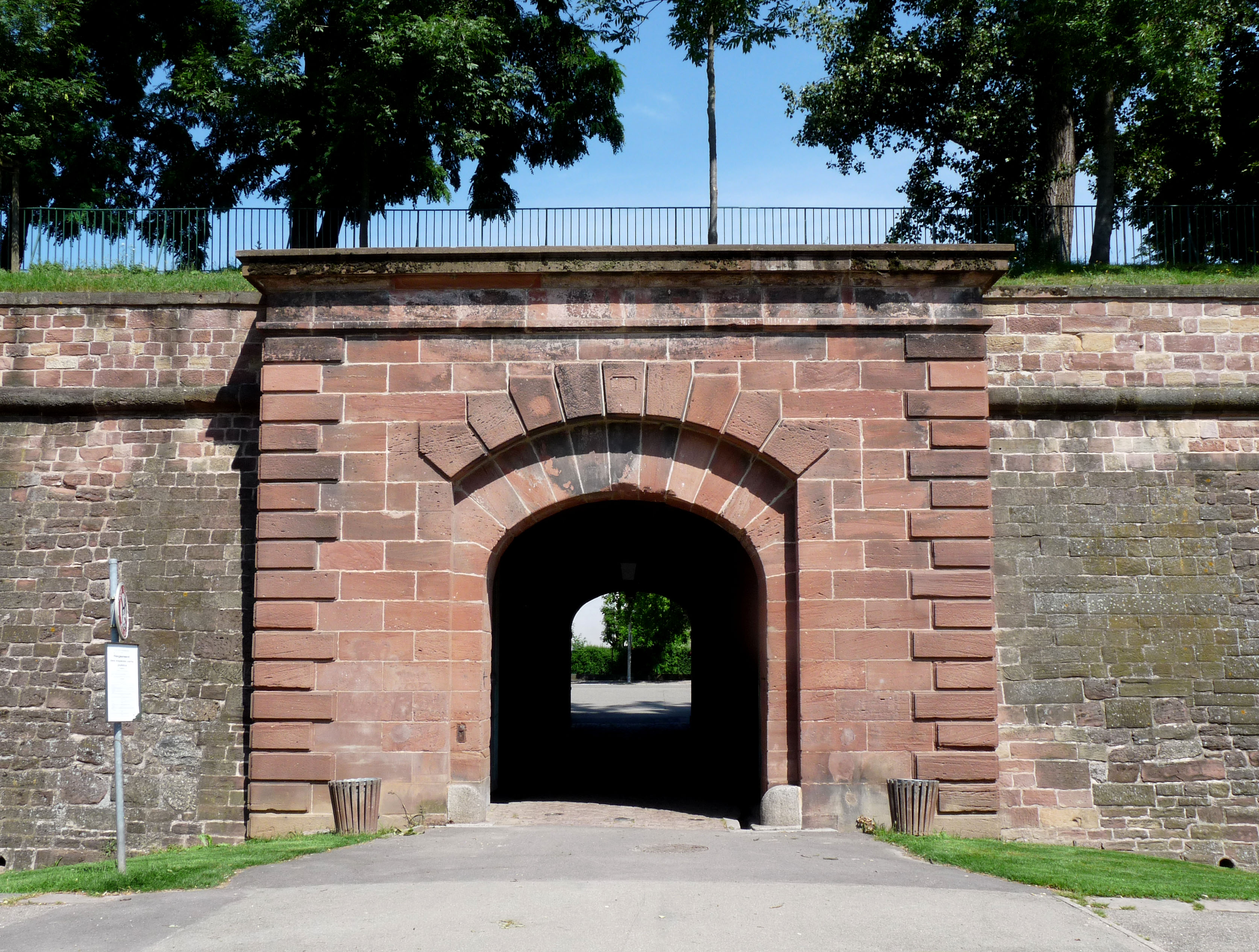
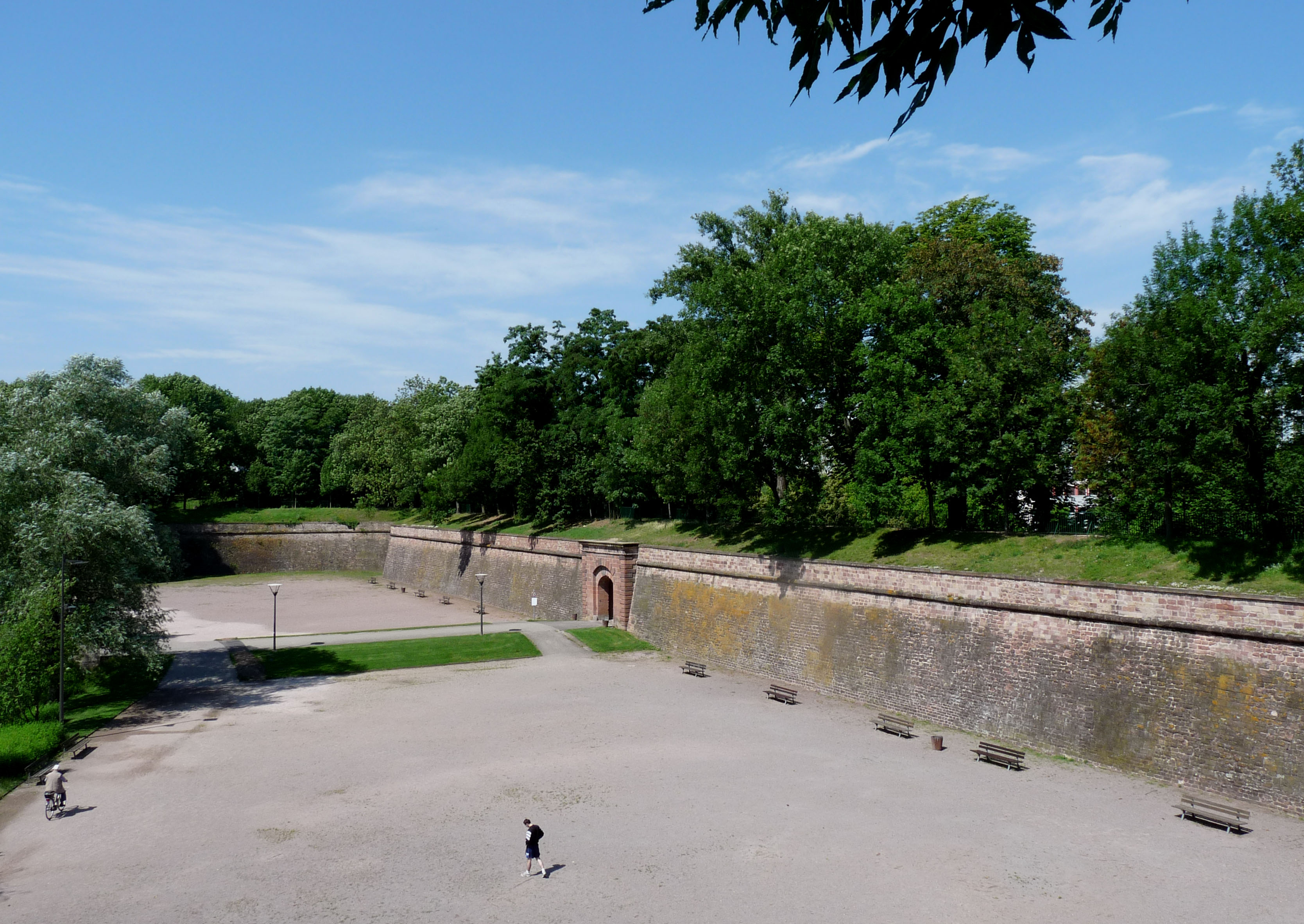
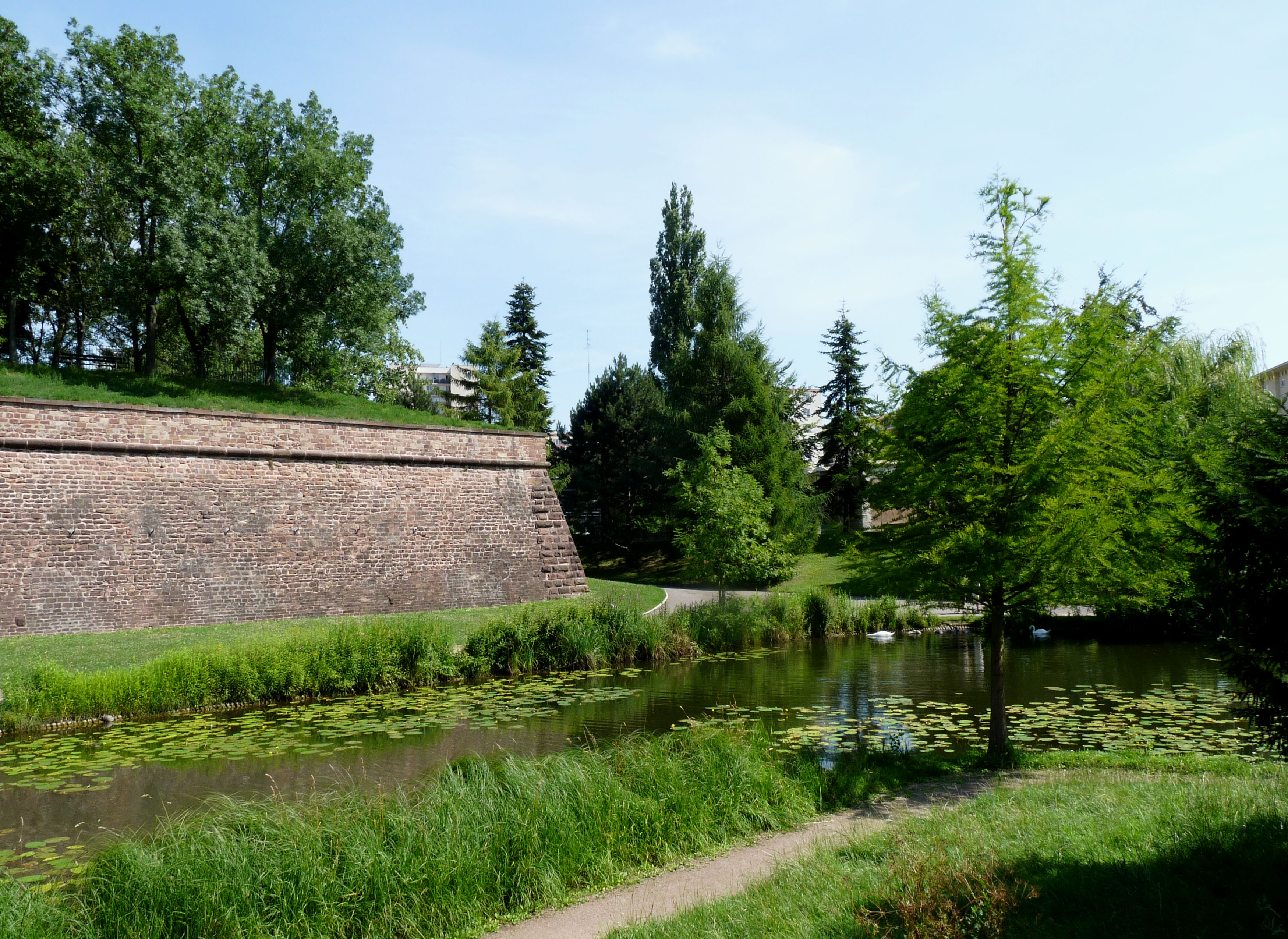
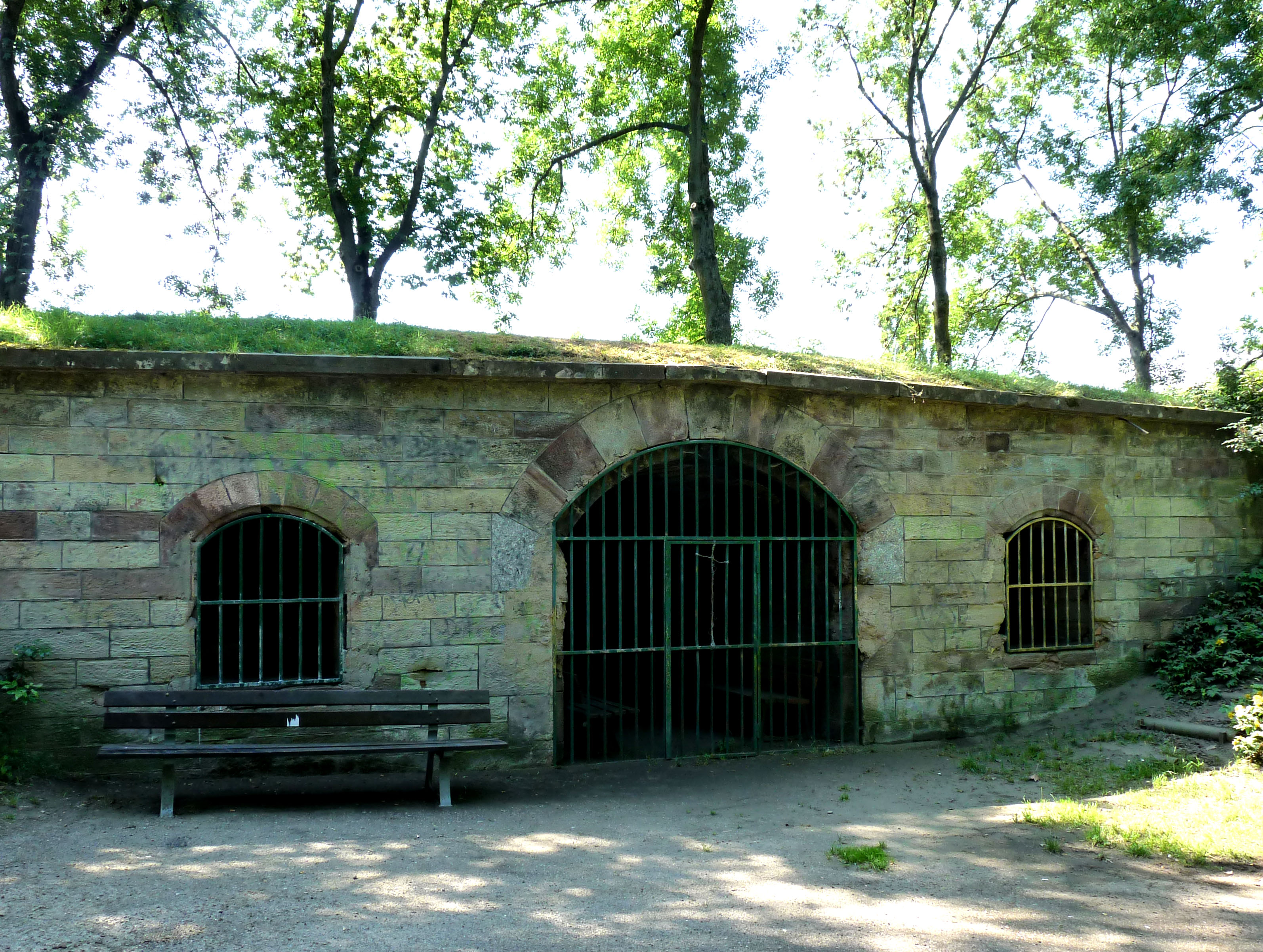

## Divers

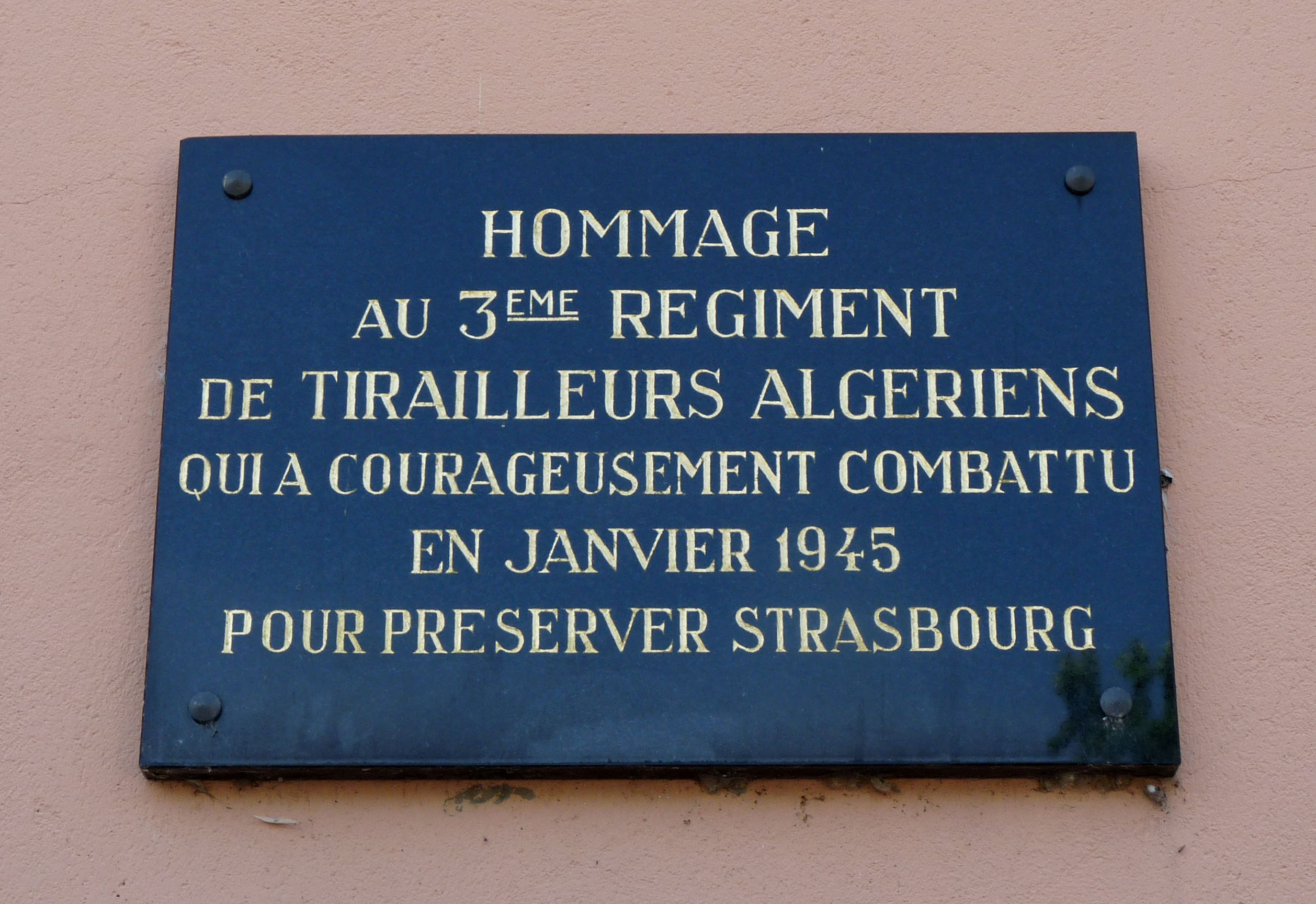
Plaque commémorative sur la place du 3e-RTA.

Sur le mur à droite de l'entrée de la Citadelle, place du 3e Régiment de Tirailleurs Algériens, est fixée une plaque en hommage au 3e régiment de tirailleurs algériens qui participa à la défense de Strasbourg du 3 au 25 janvier 1945, lors de la bataille de Kilstett : 
« Hommage au 3e Régiment de Tirailleurs Algériens qui a courageusement combattu en janvier 1945 pour préserver Strasbourg. »